# Radiodiffusion internationale

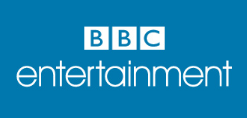
Logo de la BBC (British Broadcast Company), chaîne britannique.

La radiodiffusion internationale est l'émission de programmes internationaux destinés à être reçus directement par voie hertzienne par le public en général.

## Définition: une diffusion terrestre
Le domaine des stations de radio à diffusion internationale est limité à une diffusion terrestre (hertzienne en ondes courtes ou numérique), car on est en présence d'une diffusion transfrontalière. Les stations qui diffusent leur programme en utilisant le support Internet ou le satellite s'affranchissent des notions de radio nationale ou internationale.

## Histoire
Conçue dans les années 1920, la radiodiffusion internationale connaît un fort développement dans les années 1930 : Radio Moscou, Radio Vatican, etc..

### France
En 1931 apparaissent les premières émissions à ondes courtes de Paris et, en 1936, l'usage des radios à ondes courtes permet de s'affranchir des diverses perturbations atmosphériques. Ainsi, il est potentiellement possible depuis l'Afrique du Nord de capter des émissions d'Europe, d'Australie ou d'Amérique du Sud.
En 1937, pour se mettre au niveau des radios d'Allemagne d'Italie et de Grande-Bretagne, la France augmente la puissance de la radio parisienne Radio Paris, dénommée « Paris-Ondes courtes », qui devient « Radio-Mondial » : la nouvelle puissance de 25 kW, depuis Les Essarts-le-Roi, permet de desservir l'Amérique du Nord et l'Afrique septentrionale et le bassin méditerranéen.
En 1942, Radio Monte-Carlo est créée à Monaco. En 1945, la France est couverte par trois radios étrangères : Radio Luxembourg (future RTL), Radio Monte-Carlo (future RMC) et radio Andorre.

### Pendant la guerre froide
| Pays                 | Bloc  | Diffuseur(s)                                            | 1950 | 1955  | 1960  | 1965  | 1970  | 1975  | 1980  | 1985  | 1990  |
| -------------------- | ----- | ------------------------------------------------------- | ---- | ----- | ----- | ----- | ----- | ----- | ----- | ----- | ----- |
| Afrique du Sud       | -     | Radio RSA (en) (La Voix de l'Afrique du Sud)            | -    | 127   | 63    | 84    | 150   | 141   | 183   | 205   | 156   |
| Albanie              | NAM   | Radio Tirana                                            | 26   | 47    | 63    | 154   | 487   | 490   | 560   | 581   | 451   |
| Allemagne de l'Est   | Est   | Radio Berlin International (RBI)                        | -    | 9     | 185   | 308   | 274   | 342   | 375   | 413   | -     |
| Allemagne de l'Ouest | Ouest | Deutsche Welle (DW), Deutschlandfunk (DLF)              | -    | 105   | 315   | 671   | 779   | 767   | 804   | 795   | 848   |
| Australie            | Ouest | Radio Australie                                         | 181  | 226   | 257   | 299   | 350   | 379   | 333   | 352   | 330   |
| Bulgarie             | Est   | Radio Sofia                                             | 30   | 60    | 117   | 154   | 164   | 197   | 236   | 290   | 320   |
| Canada               | Ouest | Radio Canada International (RCI)                        | 85   | 83    | 80    | 81    | 98    | 159   | 134   | 169   | 195   |
| Chine                | -     | Radio Pékin                                             | 66   | 159   | 687   | 1 027 | 1 267 | 1 423 | 1 350 | 1 446 | 1 515 |
| Corée du Nord        | NAM   | La Voix de la Corée                                     | -    | 53    | 159   | 392   | 330   | 455   | 597   | 535   | 534   |
| Cuba                 | NAM   | Radio Havane-Cuba (RHC)                                 | -    | -     | -     | 325   | 320   | 311   | 424   | 379   | 352   |
| Égypte               | NAM   | Radio Le Caire                                          | -    | 100   | 301   | 505   | 540   | 635   | 546   | 560   | 605   |
| Espagne              | Ouest | Radio Exterior de España (REE)                          | 68   | 98    | 202   | 276   | 251   | 312   | 239   | 252   | 403   |
| États-Unis           | Ouest | La Voix de l'Amérique (VoA), Radio Free Europe (RFE/RL) | 497  | 1 690 | 1 495 | 1 832 | 1 907 | 2 029 | 1 901 | 2 339 | 2 611 |
| France               | Ouest | Radio France internationale (RFI)                       | 198  | 191   | 326   | 183   | 200   | 108   | 125   | 272   | 379   |
| Hongrie              | Est   | Radio Budapest                                          | 76   | 99    | 120   | 121   | 105   | 127   | 127   | 122   | 102   |
| Inde                 | NAM   | All India Radio (AIR)                                   | 116  | 117   | 157   | 175   | 271   | 326   | 389   | 408   | 456   |
| Iran                 | NAM   | La Voix de la République islamique d'Iran               | 12   | 10    | 24    | 118   | 155   | 154   | 175   | 310   | 400   |
| Israël               | -     | La Voix d'Israël                                        | -    | 28    | 91    | 92    | 158   | 198   | 210   | 223   | 253   |
| Italie               | Ouest | Rai Italia Radio                                        | 170  | 185   | 205   | 160   | 165   | 170   | 169   | 173   | 181   |
| Japon                | -     | Radio Japon                                             | -    | 91    | 203   | 249   | 259   | 259   | 259   | 287   | 343   |
| Nigeria              | NAM   | La Voix du Nigéria                                      | -    | -     | -     | 63    | 62    | 61    | 170   | 322   | 120   |
| Pays-Bas             | Ouest | Radio Pays-Bas internationale (RNW)                     | 127  | 120   | 178   | 235   | 335   | 400   | 289   | 336   | 323   |
| Pologne              | Est   | Radio Pologne                                           | 131  | 359   | 232   | 280   | 334   | 340   | 337   | 320   | 292   |
| Portugal             | Ouest | Radio Portugal                                          | 46   | 102   | 133   | 273   | 295   | 190   | 214   | 140   | 203   |
| Roumanie             | Est   | Radio Bucarest                                          | 30   | 109   | 159   | 163   | 185   | 190   | 198   | 212   | 199   |
| Royaume-Uni          | Ouest | BBC                                                     | 643  | 558   | 589   | 667   | 723   | 719   | 719   | 729   | 796   |
| Suède                | -     | Radio Suède                                             | 28   | 128   | 114   | 142   | 140   | 154   | 155   | 196   | 167   |
| Tchécoslovaquie      | Est   | Radio Prague                                            | 119  | 147   | 196   | 189   | 202   | 253   | 255   | 268   | 131   |
| Turquie              | Ouest | La Voix de la Turquie                                   | 40   | 100   | 77    | 91    | 88    | 172   | 199   | 307   | 322   |
| Union soviétique     | Est   | Radio Moscou, Paix et Progrès (en), Républiques         | 533  | 656   | 1 015 | 1 417 | 1 908 | 2 001 | 2 094 | 2 211 | 1 876 |
| Yougoslavie          | NAM   | Radio Yougoslavie                                       | 80   | 46    | 70    | 78    | 76    | 82    | 72    | 86    | 96    |